# Ornamento arquitectónico

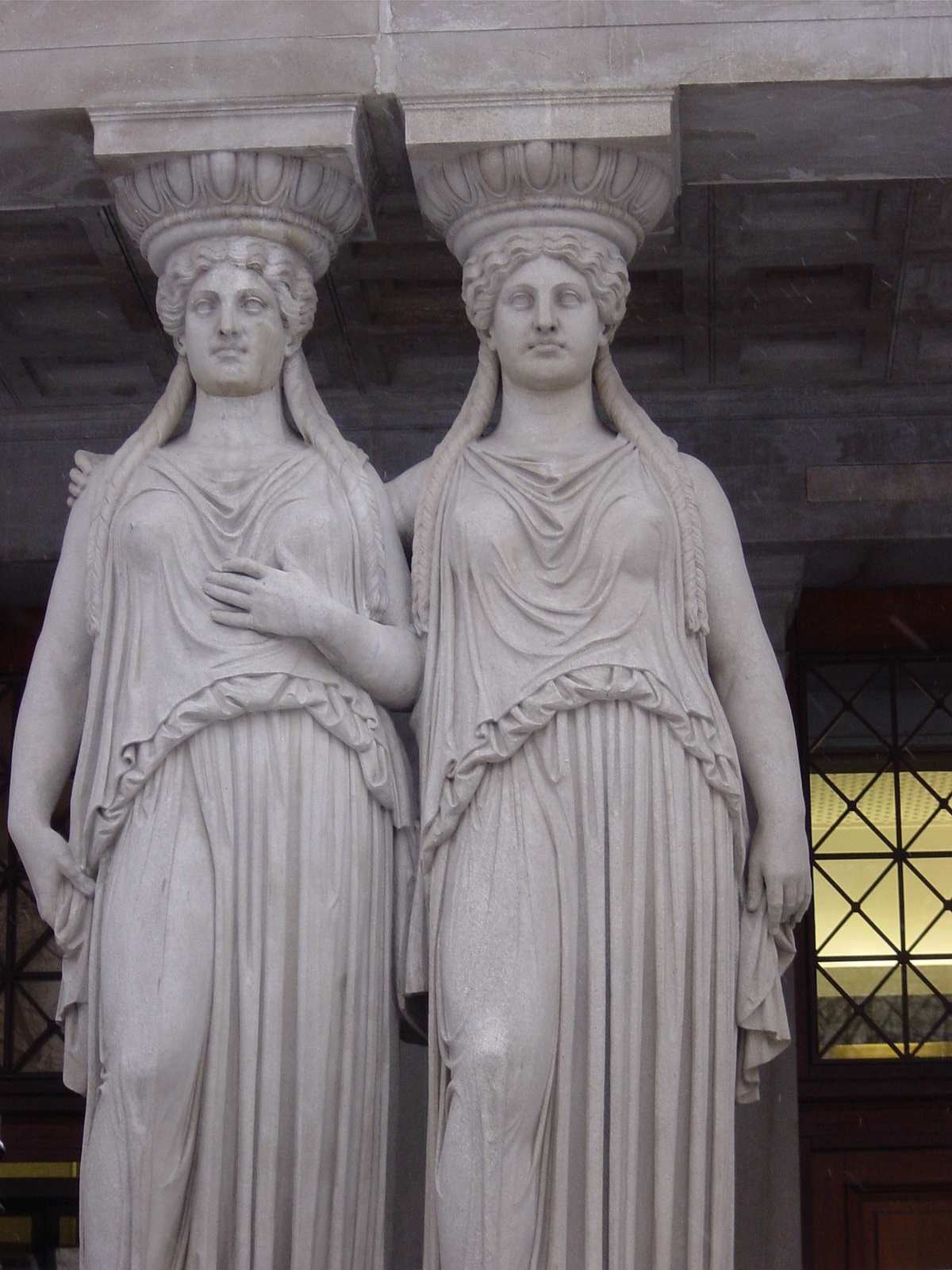
Cariátides del Parlamento de Viena, Austria.

Un ornamento arquitectónico es un motivo o composición que sirve para embellecer elementos arquitectónicos o espacios arquitectónicos. El variado conjunto de adornos utilizados por los artistas para embellecer objetos u obras arquitectónicas puede distribuirse en dos clases: simples (o elementales) y compuestos. Los primeros consisten en un solo motivo, ya aislado, ya repetido y combinado con otro en serie. Los segundos son una combinación de los elementales.
Los adornos simples se dividen a su vez en:
- caligráficos, cuyos motivos son trazos de escritura;
- geométricos, compuestos por líneas de la geometría; los hay a su vez de dos tipos: 
  - el de la línea continua, que constituye la moldura;
  - el de línea interrumpida o adorno geométrico simplemente dicho;
- orgánicos, que pueden corresponder a seres del reino vegetal o del reino animal y se denominan, respectivamente, fitaria y zodaria.

A continuación se indican las formas más comunes de todos estos grupos.

## Adornos caligráficos

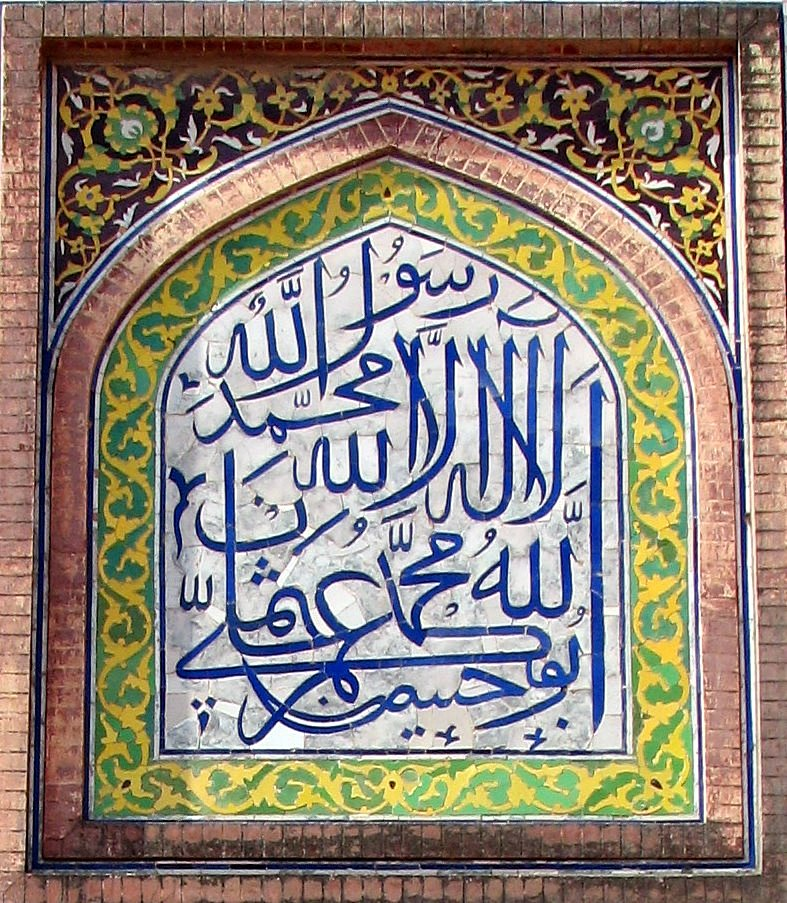
Adorno en la mezquita Wazir Khan en Lahore

Esta clase de adornos apenas tiene aplicación si no es en los códices y en la arquitectura arábiga y sus derivados. En los códices se emplean de muy caprichosas formas, llegándose hasta producir figuras humanas y de animales fantásticos con meros trazos de pluma. 
En las obras de arquitectura árabe y mudéjar estos adornos adoptan la forma de inscripciones que se hallan en el arrabá o alfiz que es un semicuadro situado alrededor del arco de una puerta o ventana y en diferentes círculos o medallones intercalados en alguna composición ornamental de arabescos.

## Ornamentos geométricos
Además de las molduras, se encuentran con mucha frecuencia otras formas puramente geométricas de ornamento en las obras artísticas, y las más comunes son las siguientes:

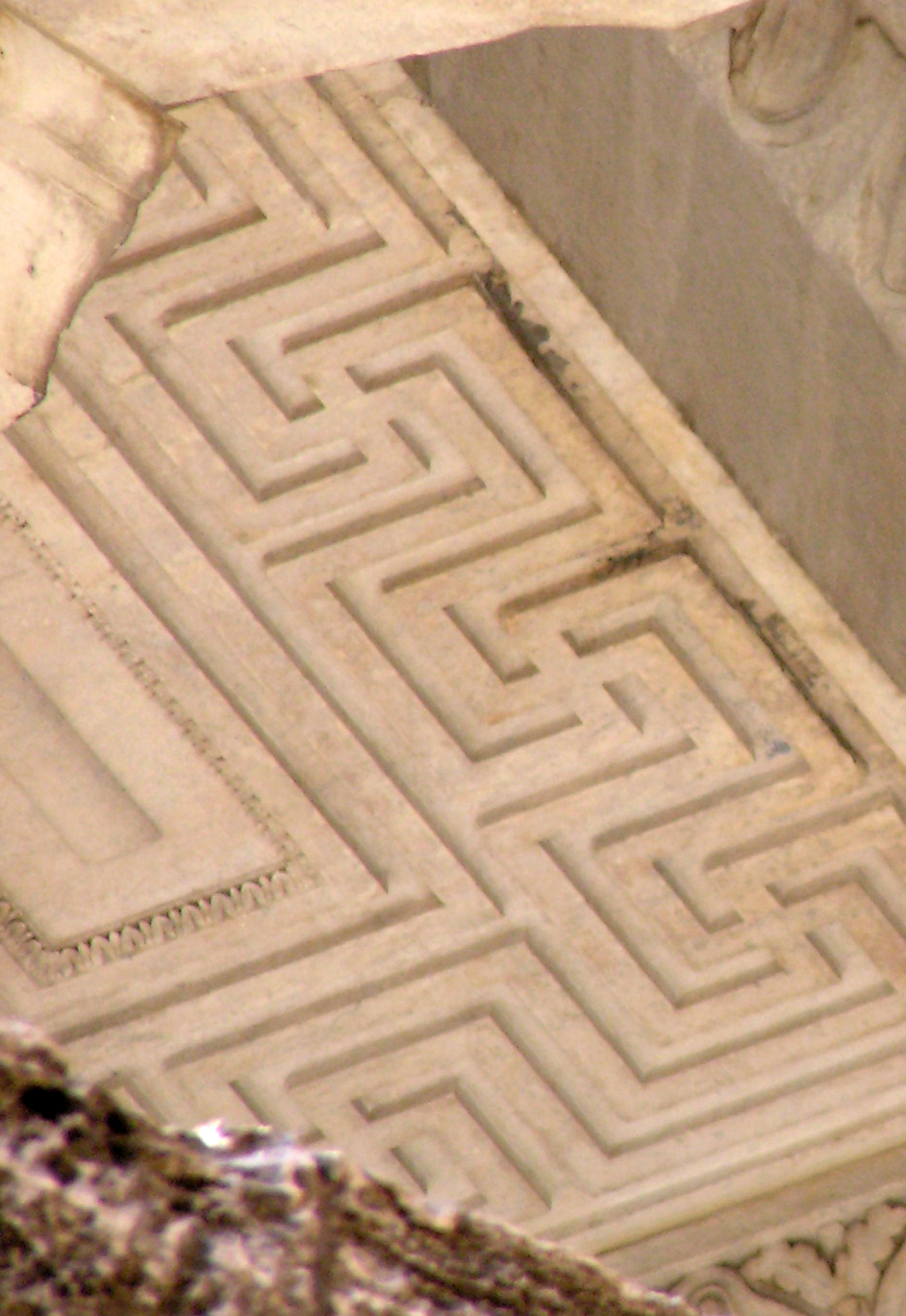
Greca

- la greca, regleta doblada repetidas veces en ángulo recto.
- el meandro, greca con más repliegues (símbolo del río de su nombre en la antigua Grecia)
- las postas, curvas en ‘S’ unidas, las cuales se llaman también grecas y ondas griegas.
- los rosarios, agallones y baquetillas recortadas, como su nombre respectivo indica.
- los dentículos, son cuadrados que penden bajo la cornisa y cuya serie se llama dentellón.
- la ajaraca o lazos.
- lacería, o serie de anillos enlazados conteniendo cada uno un rosetoncillo; las lacerías, ornamentación de follaje y de diferentes lazos.

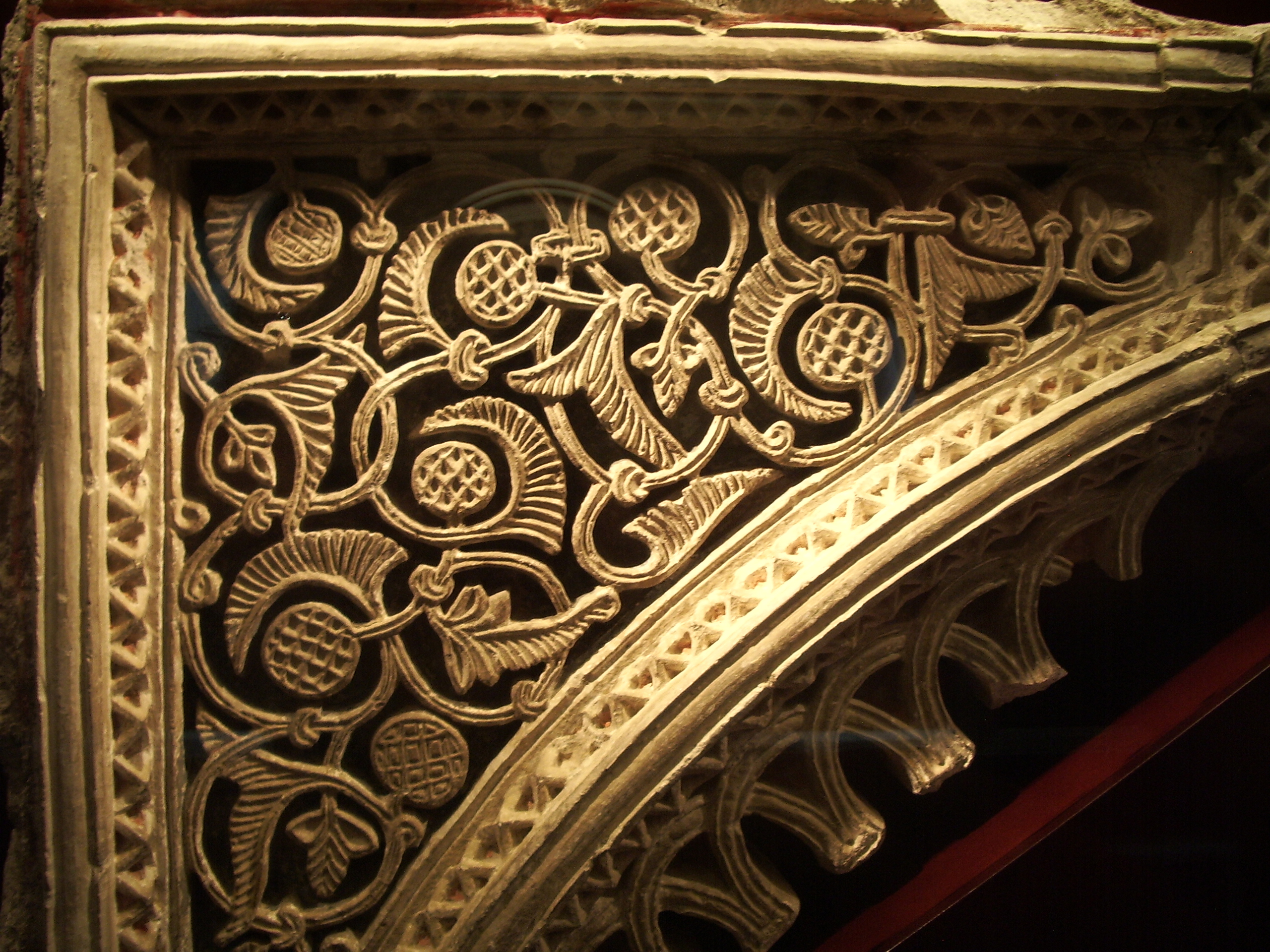
Arabescos

- los arabescos, adornos geométricos árabes y enterlazados curvos que imitan hojarasca.
- los almocárabes, arabescos en forma de lazos.
- losanjes enlazados, estrellitas, ondas, bezantes o perlas, rodelillos alineados, ajedrezados, ziszás o serie de líneas quebradas en ángulo.
- baquetones rotos o junquillos en líneas quebradas
- cables o funículos, a modo de cordeles.
- almenillas, puntas de diamante o rombos en serie, cabezas de clavo o puntas cuadradas y piramidales, dientes de sierra, trenzados.
- billetes, con la forma que indica su nombre.

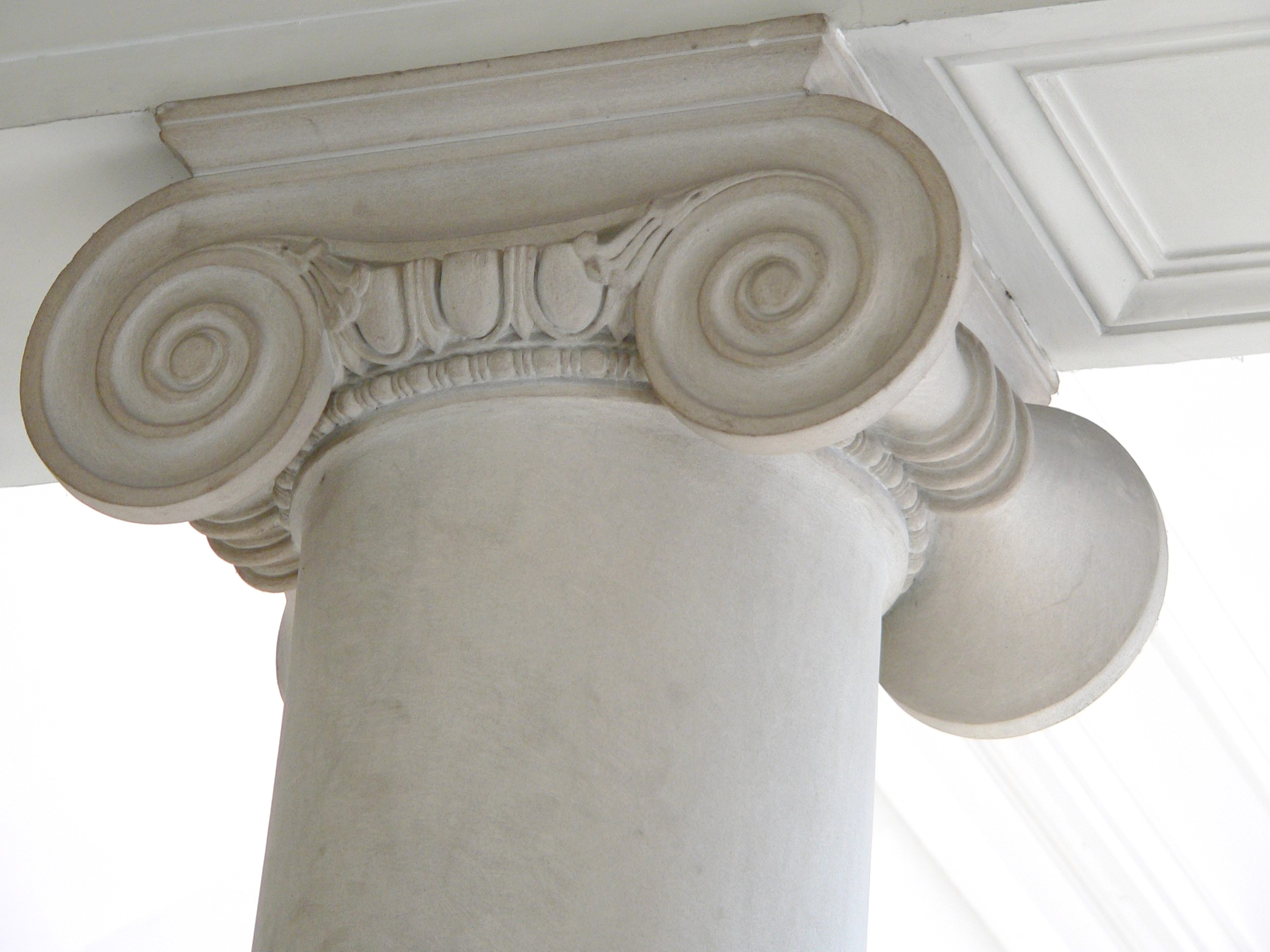
Volutas en una columna jónica

- caireles, arquitos de adorno debajo de un arco.
- volutas y róleos, adornos replegados en espiral.
- trifolios, cuadrifolios, quinquefolios o círculos en que hay inscritos otros circulitos tangentes en número de tres, cuatro o cinco y que a veces presentan la forma de rosetones.
- se llaman casetones a los compartimentos cuadrados o poligonales con algún florón en su centro.
- son artesones a lo mismo que los anteriores cuando se hallan adornando techos y bóvedas.

## Adornos de fitaria
A este grupo de adornos pertenecen todos los motivos sacados del reino vegetal, llamados en su conjunto de flora o fitaria. Se presentan unas veces con sus formas orgánicas o de imitación más o menos natural y otras sólo con sus rasgos característicos y en forma esquemática o casi geométrica, llamándose entonces flora estilizada. Los motivos más frecuentes en una u otra forma se conocen con los siguientes nombres:
- florón, flor grande y abierta.
- rosetón, motivo en forma de flor dispuesto en círculo.
- artesón, florón pendiente del techo.
- grumo o macolla, grupo de hojas que suele ponerse como remate.
- piña, un remate imitando el fruto del mismo nombre.

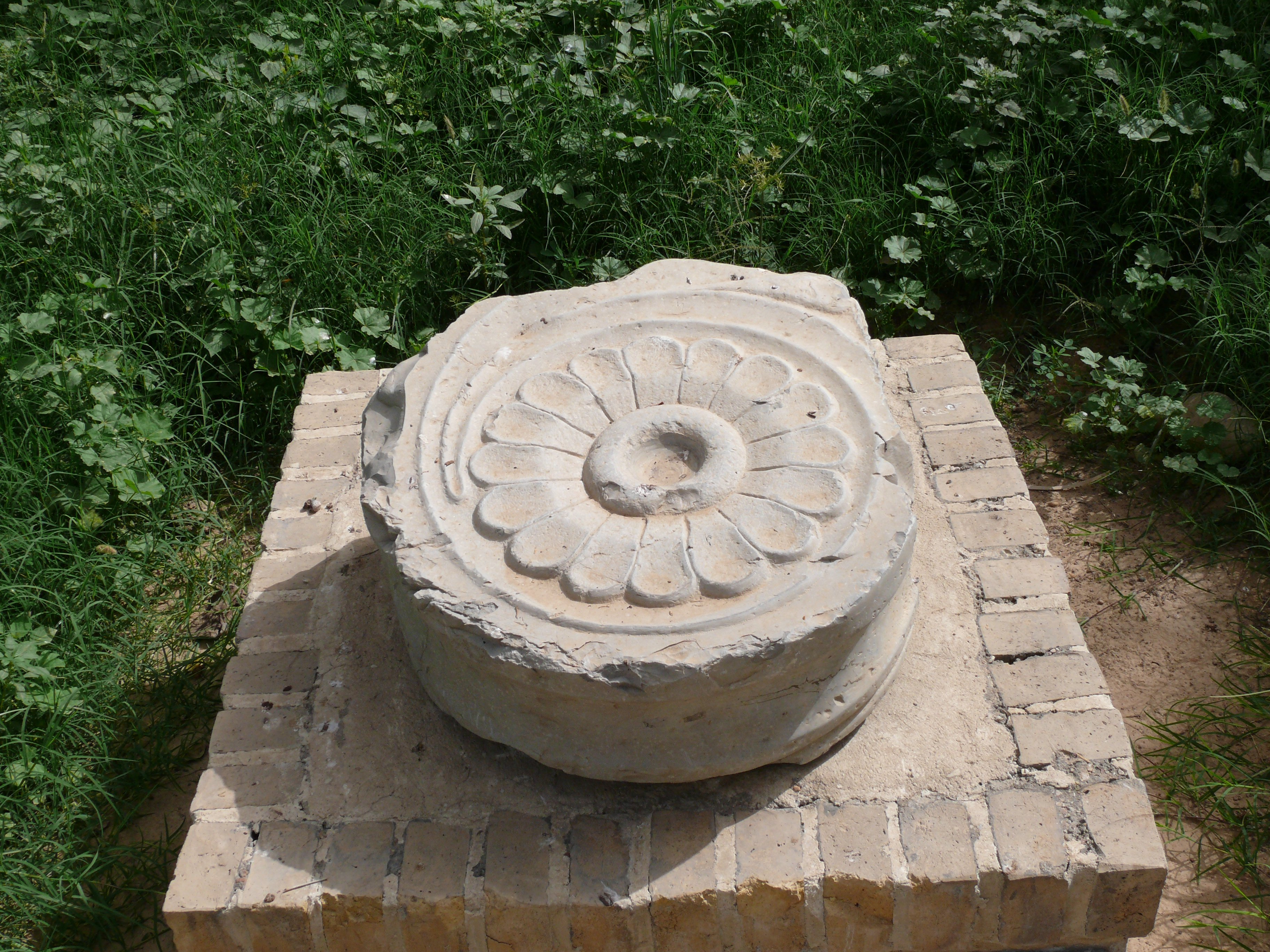
Adorno en forma de flor.

- cornucopia, cuerno de la abundancia con hojas y frutos.
- guirnaldas, grupos de hojas y frutos enlazados que figuran como pendientes de alguna cornisa, ménsula, etc.
- palmetas, figuras de palmas.
- rayos de corazón, hojas acuáticas con alguna forma de corazón.
- caulículos o tallos.
- follaje serpenteante, que forma róleos.
- frondas u hojas salientes, más o menos encorvadas.

### Adornos de hojas
La ornamentación con hojas puede incluir hojas de acanto, de apio, de cardo, de trébol, flor de lis, etc. cuando se parecen a estos vegetales. En las obras arquitectónicas y escultóricas se dan los siguientes tipos de hojas:

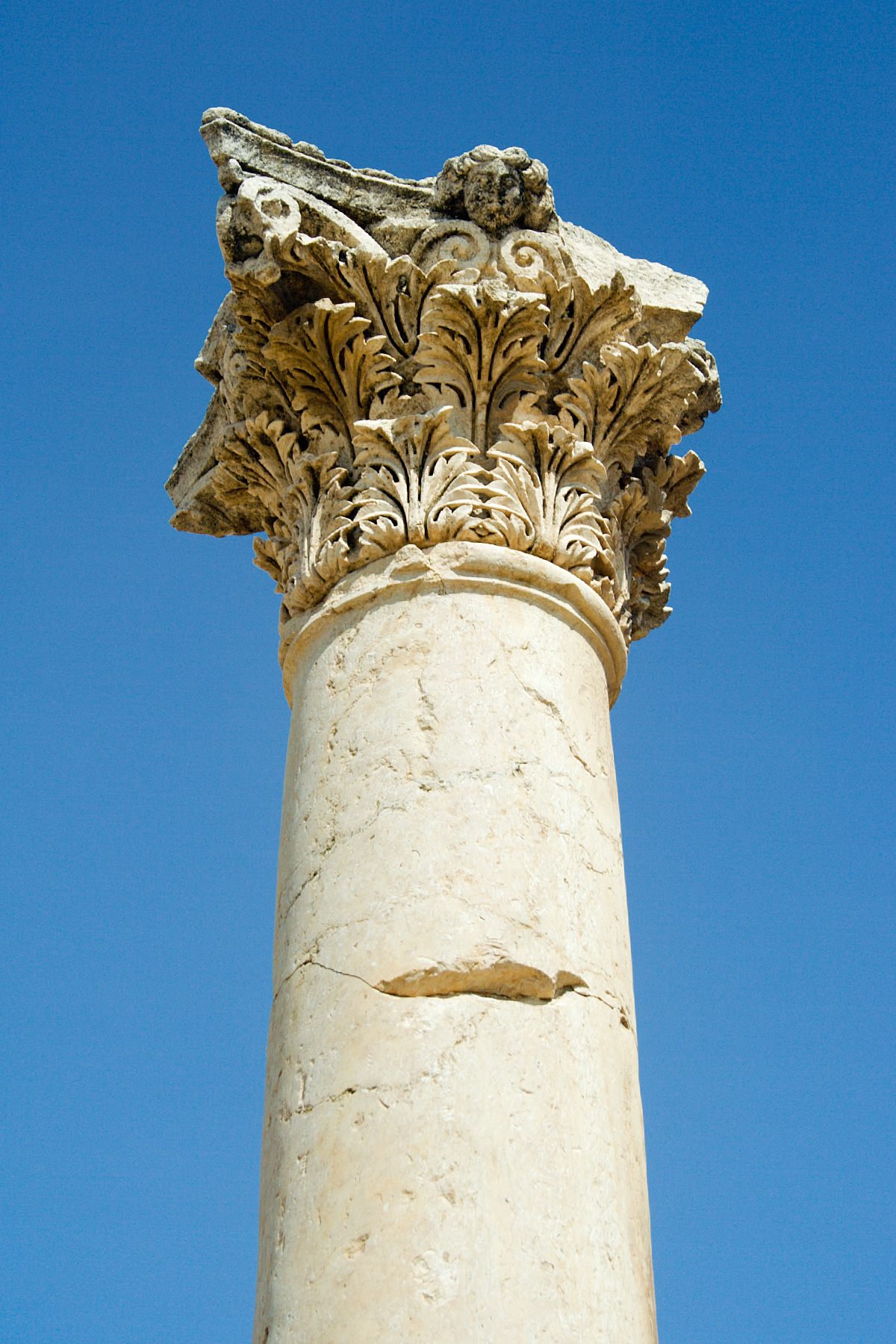
Hojas de acanto en un capitel corintio

- hojas acuáticas. Las que imitan algunas algas.
- hojas curvadas. Las aplicadas sobre una moldura o superficie de forma circular.
- hojas de acanto. Ornato formado de hojas cuyos bordes superiores se enrollan ligeramente en volutas y cuya presencia caracteriza los capiteles de los órdenes corintio y compuesto.
- hojas de ángulo. Las colocadas en el ángulo formado por dos molfuras o en el de una cornisa, techumbre, etc. La nervadura media o principal de estas hojas se aplica al ángulo de la moldura y el dibujo de las hojas se reproduce simétricamente sobre cada lado de las mismas.
- hojas de cardo. Motivo de ornamentación empleado en ciertos capiteles del siglo XV.
- hojas de col. Motivo de ornamentación empleado en los siglos XV al XVIII. Las torrecitas que decoran los gabletes sobre las aristas de los piñones están formadas con hojas de col cortadas en cuya ejecución los artistas de aquella época mostraron extraordinaria habilidad de cincel.
- hojas de laurel. Motivo de ornamentación que imita las hojas de este árbol, por lo general, dispuestas en trifolio.
- hojas de olivo. Motivo de ornamentación que imita las hojas de este árbol, generalmente arregladas en grupos de cinco.
- hojas de parra. La empleada para cubrir la desnudez de estatuas.
- hojas de perejil. Hojita delgada y recortada que entra como la de acanto en la decoración del capitel corintio.
- hojas galibadas. Las esbozadas, es decir, cuyos recortes aún están ejecutados pero que da el perfil cuyo saliente está bien acusado.
- hojas rebajadas. Aquellas cuyoas bordes están recortados. También se llaman hojas divisorias.[1]

## Zodaria

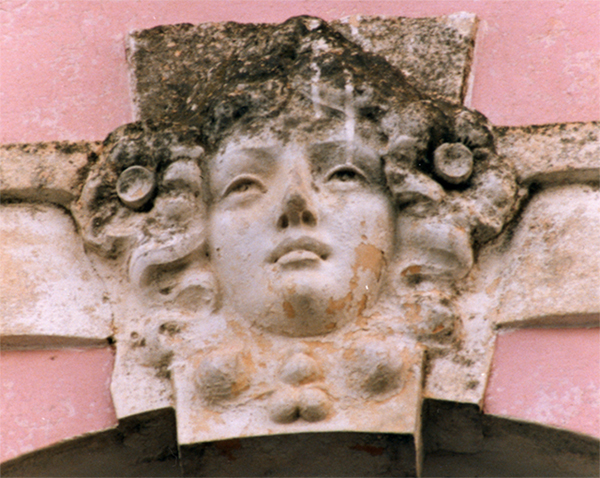
Mascarón

Los motivos que se toman del reino animal para simple ornato suelen ser estilizados como se ha dicho de las plantas, y también quiméricos o fantásticos. De éstos se distinguen los principales:
- atlantes y cariátides, figuras de hombre o de mujer, respectivamente que sostienen un cornisamento.
- canecillos y mascarones, cabezas caprichosas.
- gárgolas, figuras de animales que se ponen para arrojar el agua de los canalones que van en los tejados o terrados.
- bichas, animales fantásticos que terminan en follaje.

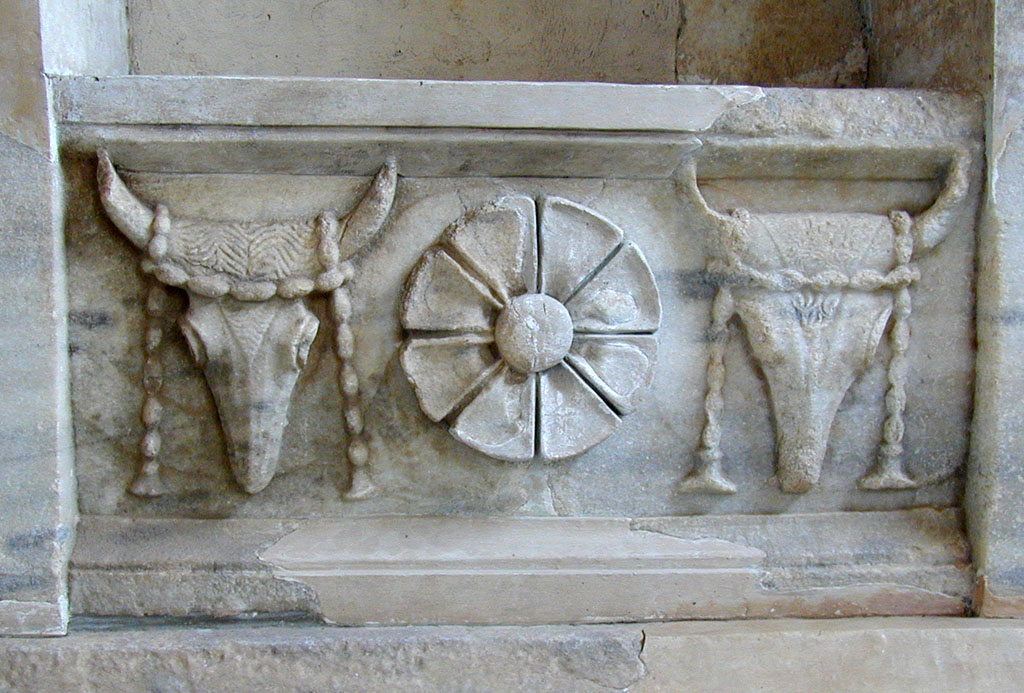
Bucráneos.

- grifos y esfinges, bichas diferentes que se ponen a veces en las acroteras o antes las puertas de los edificios y son monstruos alados con cuerpo de león, teniendo el primero cabeza de águila y el segundo de persona.
- ovos o huevos, figuras que tienen la forma de tales y que puestos en serie entre dardos, constituyen el ovario y suelen decorar varias molduras en el estilo greco-romano.
- bucráneo, cráneo de buey con guirnaldas, que suelen adornar los frisos de los templos griegos y romanos.
- grutescos, grupos fantásicos de bichas, sabandijas y follaje.
- veneras, conchas de peregrino.

## Adornos compuestos

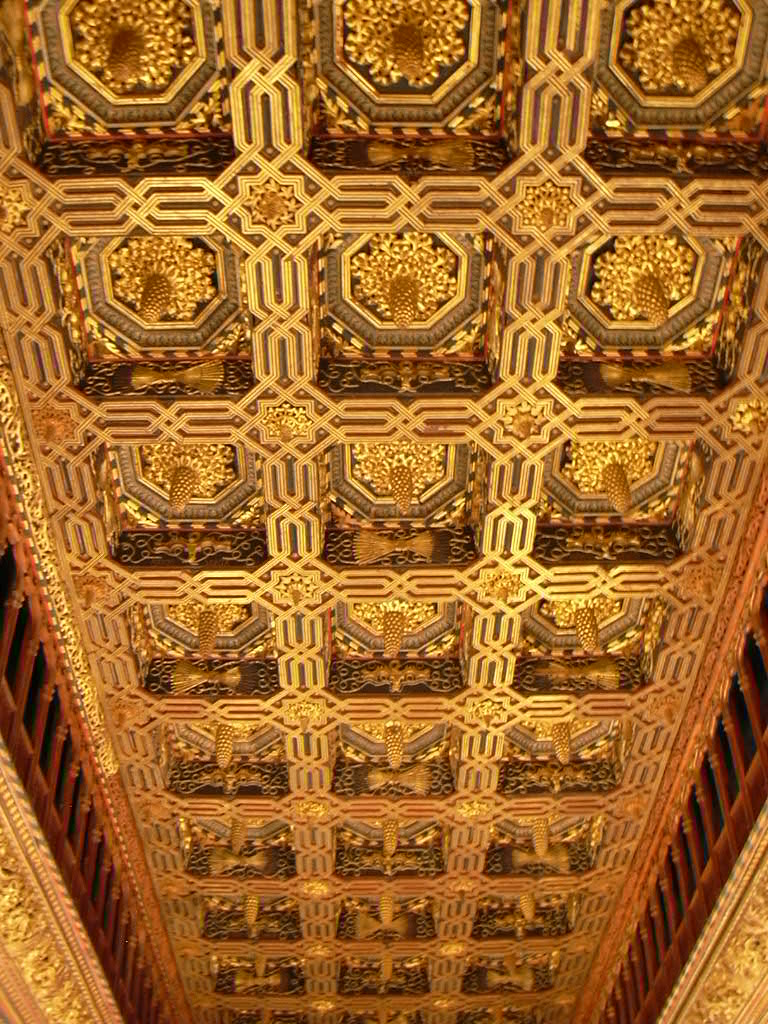
Artesonado

Entre los adornos llamados compuestos se enumeran como más significativos los siguientes:
- artesonados, techos muy adornados con artesones
- alfarjes, artesonados mudéjar que se forman con entrelazados de madera.
- alizares, azulejos y cintas o frisos de azulejos
- alicatados, labores de azulejos de diversas formas a modo de mosaicos.
- los mosaicos, conjunto de piezas que se aplican al revestimiento de paredes y formación de pavimentos, etc.